# Марано-ди-Наполи
Марано-ди-Наполи (итал. Marano di Napoli) — коммуна в Италии, располагается в регионе Кампания, в провинции Неаполь.
Население составляет 59 862 человек (2018 г.), плотность населения  - 3991 чел./км². Занимает площадь 15 км². Почтовый индекс — 80016. Телефонный код — 081.
Покровителем коммуны почитается святой Кастресий, празднование 11 февраля.

## Демография
Динамика населения:

## Администрация коммуны
- Официальный сайт: https://web.archive.org/web/20060823032619/http://www.comunemarano.na.it/